# Niboshi

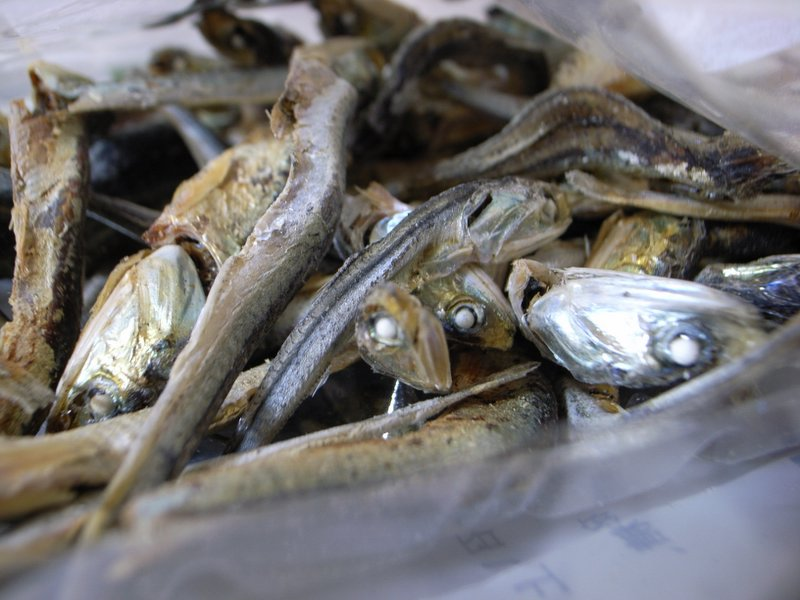
Niboshi séchés.

Les niboshi (煮干し) sont des sardines infantiles desséchées (parfois le nom est traduit à tort par anchois), de différentes tailles. Elles sont l'une des nombreuses variétés de poissons séchés utilisées partout en Asie dans des plats rapides, comme apéritif, condiment, base de soupe et autres nourritures. Au Japon, le niboshi dashi est l'une des recettes les plus répandues du dashi. Il est souvent utilisé pour préparer la soupe miso. Le niboshi dashi est préparé en faisant tremper les niboshi dans de l'eau plate. Au bout d'une nuit, la saveur des petites sardines se transfère à l'eau, en faisant un bouillon parfumé. Bien qu'ils soient desséchés, on les congèle pour une meilleure conservation. On les trouve donc dans les rayons surgelés des magasins.
Les niboshi sont aussi cuisinés et servis comme snacks et comme une nourriture symbolique pendant la période de l'osechi durant le Nouvel An. Les tazukuri (sardines frites sucrées et savoureuses typiques du Nouvel An) sont réalisées en faisant frire les sardines séchées et en y ajoutant un mélange de shoyu, sucre, mirin et de graines de sésame. La version coréenne de ce plat inclut de petites quantités de gingembre, d'ail et de pâte de piment.